# Lestrade-et-Thouels
 Lestrade-et-Thouels  là một xã ở tỉnh Aveyron, thuộc vùng Occitanie ở miền nam nước Pháp.